# Stars (gruppo musicale britannico)
Stars è stato un gruppo musicale britannico formato da Syd Barrett, Twink e Jack Monck che ha fatto qualche concerto a Cambridge nel febbraio 1972. 

## Storia
Il 27 gennaio del 1972 Syd Barrett fece la sua prima apparizione dal vivo, dopo quasi due anni, quando il musicista blues americano Eddie "Guitar" Burns suonò al King's College di Cambridge; dopo un set solista, Burns annunciò che a quel punto sarebbe stato accompagnato in una jam session da Syd Barrett alla chitarra, Twink (ex Pink Fairies) alla batteria e Jack Monck (ex Delivery) al basso. Il giorno seguente Monck, sposato con Jenny Spires, ex fidanzata di Syd, andò a trovare Twink (che era nato a Cambridge e conosceva Barrett abbastanza bene) allo scopo di coinvolgere Barrett in un gruppo vero e proprio. Syd accettò la proposta e il nuovo gruppo, che prenderà il nome di Stars, iniziò a provare nel seminterrato della casa di Barrett, che serviva anche da sala prove.
Diversi anni dopo Twink ricorderà che il gruppo si era formato in casa di Syd, durante una merenda a base di tè e biscotti: «Cominciammo a provare il giorno dopo nel seminterrato: portai là la mia batteria e praticamente ci mettemmo a fare una jam. (...) È stato veramente un piacere lavorare con lui. A un certo punto, dato che avevamo bisogno di un posto più grande per provare, cominciammo a suonare nella mia stanza a Cambridge - vivevo nel retro di un negozio - dove mettemmo a punto alcune canzoni di Syd.».
Il debutto ebbe luogo in un caffè di East Road, poi seguirono pochi altri concerti.
Monck, a proposito di quel periodo, ricorda che: «Syd aveva un grande talento naturale ma mancava di disciplina. Siccome non si esercitava mai, avevamo problemi persino durante le prove. Era difficile capire se fosse soddisfatto ma credo che almeno in un paio di piccoli concerti si sia divertito».
Le voci di un ritorno di Barrett giunsero anche al promoter americano Steve Brink, che ingaggiò gli Stars in vista di una apparizione degli MC5 al Corn Exchange di Cambridge.
Syd aprì il concerto con una lenta versione del brano Octopus ma il pubblico restò sconcertato quando risultò evidente che non fosse possibile riuscire a percepire le parole del testo. Barrett proseguì con Dark Globe, Gigolo Aunt, Baby Lemonade, Waving My Arms e Lucifer Sam. Dopo Gigolo Aunt mormorò: "Non so come si intitolava". Monck ricorda in questo modo quello spettacolo: «Fu l'ultimo concerto che facemmo. Non si trattò di un completo disastro ma si avvertì nel pubblico una chiara atmosfera di freddezza nei confronti di quello che era stato presentato come un ritorno. (...) Quel che il pubblico vide era un uomo che si stava disintegrando, un brutto spettacolo, il problema è che non si trattava di finzione, stava accadendo realmente».
Quella sera il Melody Maker aveva inviato un cronista, che offrì un nitido ritratto dell'ultima apparizione di Barrett: «Per più di dieci minuti ha suonato un assolo assurdo fatto di accordi sbrindellati. I capelli scompigliati gli coprivano il volto chinato sulla chitarra e lui alzava lo sguardo solo raramente. Cambiava tempo quasi ogni minuto, e gli accordi che suonava avevano poco senso. Le dita della sua mano sinistra si muovevano sulla tastiera come fossero corpi estranei. Formava accordi, li modificava - sembrava vicino a trovare quelli adatti - poi si perdeva di nuovo. A un certo punto si è grattato il naso sospirando lievemente. Era come vedere qualcuno che cercava di ricostruire una memoria che aveva subito un profondo shock. (...) Anche se faceva andare fuori tempo il bassista e Twink non riusciva a seguirlo, Syd continuava a suonare. I suoi accordi erano fuori tonalità e continuava a lanciare occhiate di rimprovero verso Twink e il bassista, come se fosse colpa loro. (...) Non c'era una struttura nella sua musica, ma se ti sforzavi riuscivi a intuirne vagamente una, potevi vedere piante rampicanti nel cielo. L'ampio pavimento in calcestruzzo alla fine era coperto di rifiuti, non c'erano più le persone, ma i loro resti. (...) E Syd continuava a suonare. Chi ascolterà ancora Testamatta?».
La settimana dopo Syd si presentò a casa di Twink, stringendo l'articolo di Melody Maker e annunciò che era tutto finito.

## Registrazioni
Tutte le prove degli Stars furono registrate su un nastro e probabilmente Syd le ha conservate. Recentemente è stata messa all'asta anche una registrazione del concerto del 27 gennaio 1972 e pubblicata successivamente nella quale si riesce a distinguere in una delle tre chitarre presenti, quella di Syd nei brani Drinkin' That Wine, Number Nine e Gotta Be a Reason.

## Formazione
- Syd Barrett – voce, chitarra (1972)
- Jack Monck – basso (1972)
- Twink – batteria (1972)

## Concerti
- 27 gennaio 1972 – The Corn Exchange, Cambridge (sotto il nome di The Last Minute Put Together Boogie Band).[3]
- 5 febbraio 1972 – The Dandelion Coffee Bar, Cambridge[7]
- 12 febbraio 1972 – Petty Cury, Cambridge[7]
- Febbraio 1972 – The Dandelion Coffee Bar, Cambridge[7]
- 24 febbraio 1972 – The Corn Exchange, Cambridge[7]
- 26 febbraio 1972 – The Corn Exchange, Cambridge (di spalla ai Nektar, gli Stars erano in cartellone, ma la loro presenza non è confermata).[3]

## Curiosità
Pete Brown, paroliere di Jack Bruce, afferma che nell'estate del 1973 Syd Barrett suonò in un locale di Cambridge, senza essere riconosciuto, degli accordi jazz.